# 岸本眞五
岸本 眞五（きしもと しんご、1948年 - 2025年）は、日本のアマチュア化石収集家。兵庫県姫路市在住。兵庫古生物研究会代表。

## 人物
兵庫古生物研究会代表。近畿地学会、日本古生物学会会員。兵庫県立人と自然の博物館ひとはく地域研究員。自宅にコレクションを構えており、アンモナイトのパキディスカス・サブコンプレッサス、二枚貝のペリプロミァ・グランディス、甲殻類のスナモグリ属などを所蔵している。
化石採集の際には、ライトバンに機材を載せて夜に自宅を出発し、仮眠を取りながら夜明けと共に発掘を始める。妻や3人の子どもがいるが、家族からはほぼ呆れられていると語っている。

## 来歴
1948年生まれ。建設業を営む両親に育てられ、小学4年生の頃に近所の畑で土器の破片を発見。これをきっかけに古い物に興味を持つようになり、発掘に関心を示す。高校1年生の頃に化石の採集会に参加し、三重県津市の露頭で貝化石を発見。このことをきっかけに化石採集を始める。
古生物学の道は選ばず、家業を継ぐことも考えて大学では土木学を専攻し、化石採集はあくまで趣味として継続する。建設業界に就職した後も休日を使って化石を採集する日々を送る。なお、一時は家業を継いだものの、経営者という立場では化石採集のための十分な時間を確保できないことから、35歳で閉業して定年までサラリーマンとして勤務した。60歳で膀胱癌を患ったが、家族との相談の上で化石採集を継続している。2024年には、約1万3500点におよぶ化石コレクションを兵庫県立人と自然の博物館に寄贈した。

## 主な発見
1997年ごろ、岸本は三重県鳥羽市安楽島町に分布する下部白亜系の松尾層群から恐竜の化石を発見した。これは1996年に発見されたトバリュウという恐竜の化石で、その後の発掘調査と研究により、竜脚類のティタノサウルス類に同定された。発見された部位が少ないため学名の命名には至らなかったが、当時としては日本国内で最大級の恐竜化石であり、そこから導かれる全長は約16 - 18メートルとされている。
また、1976年から淡路島にある兵庫県洲本市由良町の発掘現場に通い始める。当該の地層は約7200万年前にあたる上部白亜系の海成層であった。2004年5月2日、思うように化石を得られなかったことから、夕方に普段では立ち入らない場所へ移って発掘を再開したところ、二枚貝のように見える歯化石を発見。鋭利な形状でなかったため植物食動物のものと判断したが、中生代で海棲生活に適応した大型植物食性爬虫類が知られていないことから必然的に恐竜の化石ということになり、化石を前に脚が震えたという。化石はほぼ完全な右歯骨であった。化石を兵庫県立人と自然の博物館に寄贈した岸本は、同館から2014年2月11日に感謝状を贈呈された。なお化石は2021年に新属新種であることが判明し、北海道大学総合博物館の小林快次らによりヤマトサウルス・イザナギイ（Yamatosaurus izanagii）と命名された。
2013年から2014年にかけては岡山県津山市を流れる吉井川支流皿川の川底でノジュールを採集し、甲殻類十脚目のエビであるオキナワアナジャコ属の新種の化石種を発見した。標本は完全模式標本1点と副模式標本4点の計5点であり、2015年に岸本が人と自然の博物館に寄贈した。新種は岐阜県瑞浪市立化石博物館の安藤佑介により2016年に記載され、タラシナ・ツヤメンシス（Thalassina tsuyamensis）と命名された。